# Batoporidae
Batoporidae zijn een familie van mosdiertjes uit de orde Cheilostomatida en de klasse van de Gymnolaemata. De wetenschappelijke naam ervan is in 1901 voor het eerst geldig gepubliceerd door Neviani.

## Geslachten
- Batopora Reuss, 1867
- Lacrimula Cook, 1966